# Saison 1 de La Voix
La saison 1 de La Voix est diffusée du 20 janvier au 14 avril 2013 sur le réseau TVA, animée par Charles Lafortune.

## Jury et candidats
Ariane Moffatt, Jean-Pierre Ferland, Marc Dupré et Marie-Mai sont les coachs de cette 1re saison,.
Tout comme pour la version française, les équipes du programme télévisé recherchent des chanteurs déjà expérimentés. Alex Balduzzi, de son nom complet Alexandre Balduzzi, un ancien participant de la deuxième saison de Star Academy en France ainsi que le chanteur des Porn Flakes Fred Lebel participent aux auditions,. Étienne Cousineau est un habitué des comédies musicales et des opérettes comme Chicago. Jean Sébastien Lavoie intègre l'équipe de Jean-Pierre Ferland. Félix-Antoine Couturier fait partie du groupe Kodiak. Rick Hughes est quant à lui dans l'équipe d'Ariane Moffatt.
À l'inverse, la chanteuse québécoise Jeanick Fournier est démarchée pour participer à l'émission française. Ayant révélé sa sélection à la presse, son audition est annulée le lendemain. Elle remporte en 2022 Canada's Got Talent,. Nadja est également contactée pour participer au télé-crochet.
En 2014, Jacynthe Véronneau participe à la troisième saison de The Voice, la plus belle voix et intègre l'équipe de Jenifer.

## Équipes
Légende
 – Gagnant
 – Finalistes
 – Demi-finalistes
 – Éliminés durant les directs
 – Éliminés durant les chants de bataille
 – Éliminés durant les duels
| Ariane Moffatt      | Valérie Carpentier        | Étienne Cousineau  | Valérie Clio Nerestant                   | Stevens Siméon    | Karine Deschamps            | Dany Flanders             | Emanuelle Robitaille |
| Ariane Moffatt      | Thomas Olivier            | Mark Elkes         | Isabelle Robert                          | Henrik Lajoie     | Andréanne Martin            | Rick Hughes               | Ysabelle Bertrand    |
| Jean-Pierre Ferland | Étienne Cotton            | Julie Massicotte   | Maria Janice Galvez                      | Meredith Marshall | Jean Sébastien Lavoie       | Joanie Roussel            | Myranie Castilloux   |
| Jean-Pierre Ferland | Gabriella Delorme-Grenier | Claudia Parisien   | Gabryelle Frappier                       | Roxanne Bacon     | François Verreault-Girard   | Jacques Lebel             | Sylvie Pellerin      |
| Marie-Mai           | Charlotte Cardin-Goyer    | Jacynthe Véronneau | Jeffrey Piton                            | Valérie Amyot     | Félix-Antoine Couturier     | Fred Lebel                | Léa Morgane          |
| Marie-Mai           | Carolyne Drolet           | Carolane Cloutier  | Marie-Ève Bédard et Marc-André Rouillard | Cynthia Harvey    | Jonathan Guilbault          | Jean Ravel                | Priscilla Vatrano    |
| Marc Dupré          | Jérome Couture            | Jael Bird Joseph   | Andie Duquette                           | Edi Hysi          | Stéphanie et Sabrina Barabé | Alexe Gaudreault-Dallaire | Amy-Jade Leblanc     |
| Marc Dupré          | Bryan Tyler               | Mathilda Kamuela   | Nathalie Carbonneau                      | Stephan McNicoll  | Julie D'Aoust               | Julie Levac               | Virginie Péloquin    |

## Étapes

### Auditions à l’aveugle

#### Épisode 1
| Ordre | Artiste (âge, ville)                                             | Chanson                                             | Choix  | Choix       | Choix     | Choix |
| Ordre | Artiste (âge, ville)                                             | Chanson                                             | Ariane | Jean-Pierre | Marie-Mai | Marc  |
| ----- | ---------------------------------------------------------------- | --------------------------------------------------- | ------ | ----------- | --------- | ----- |
| 1     | Alex balduzzy 34 ans Nice                                        | Amsterdam - Jacques Brel                            | -      | -           | -         | -     |
| 2     | Amy-Jade Leblanc (16, Pointe-aux-Trembles)                       | Ayoye - Offenbach                                   | -      | -           |           |       |
| 3     | Bryan Tyler (51, Fredericton, NB)                                | I'm a Bluesman - Johnny Winter                      |        | -           |           |       |
| 4     | Claudia Parisien (19, Hawkesbury, ON)                            | Comme avant - Marie-Mai                             | -      |             | -         | -     |
| 5     | Cyusa (?, Montréal)                                              | Chus au Québec, remix de I'm in Miami Trick - LMFAO | -      | -           | -         | -     |
| 6     | Émilie Leclerc (24, Terrebonne)                                  | Demain n'existe pas - Lara Fabian                   | -      | -           | -         | -     |
| 7     | Étienne Cousineau (32, Montréal)                                 | Ebben ne andro lontana - La Wally                   |        | -           | -         | -     |
| 8     | Fred Lebel (41, Rimouski)                                        | Highway to Hell - AC/DC                             | -      | -           |           |       |
| 9     | Gabriella Delorme-Grenier (20, Saint-Eustache / La Paz, Bolivie) | Avec le temps - Léo Ferré                           | -      |             | -         | -     |
| 10    | Jacynthe Véronneau (20, Saint-François-Xavier-de-Brompton)       | Animal - France D'Amour                             |        |             |           |       |
| 11    | Julie Massicotte (40, Trois-Rivières)                            | Le monde est stone - Fabienne Thibeault/Starmania   | -      |             | -         | -     |
| 12    | Maria Janice Galvez (29, Angono, Philippines)                    | Quand les hommes vivront d'amour - Raymond Lévesque | -      |             | -         | -     |
| 13    | Meredith Marshall (48, Austin, USA)                              | Piece of my Heart - Janis Joplin                    | -      |             | -         | -     |
| 14    | Sabrina et Stéphanie Barabé (28, Québec)                         | The Rose - Bette Midler                             |        |             |           |       |
| 15    | Stevens Simeon (19, Montréal)                                    | Lean on Me - Bill Withers                           |        | -           |           |       |
| 16    | Valérie Amyot (21, Québec)                                       | Cabaret - Cabaret                                   |        |             |           |       |
| 17    | Valérie Clio Nerestant (36, Saint-Hubert)                        | Black Coffee - Ella Fitzgerald                      |        |             |           |       |

#### Épisode 2
| Ordre | Artiste (âge, ville)                                              | Chanson                                         | Choix  | Choix       | Choix     | Choix |
| Ordre | Artiste (âge, ville)                                              | Chanson                                         | Ariane | Jean-Pierre | Marie-Mai | Marc  |
| ----- | ----------------------------------------------------------------- | ----------------------------------------------- | ------ | ----------- | --------- | ----- |
| 1     | Joanie Roussel (24, Sainte-Thérèse)                               | L'amour existe encore - Céline Dion             | -      |             | -         |       |
| 2     | Stephan McNicoll (42, Île-des-Sœurs)                              | Burning Love - Elvis Presley                    | -      |             |           |       |
| 3     | Julie Lefebvre (25, La Prairie)                                   | I've Got the Music In Me - Kiki Dee             | -      | -           | -         | -     |
| 4     | Valérie Carpentier (19, Sainte-Anne-de-la-Pérade)                 | Cry Me a River - Julie London                   |        | -           |           | -     |
| 5     | Mathieu Dussault (31, Sherbrooke)                                 | Provocante - Marjo                              | -      | -           | -         | -     |
| 6     | Jael Bird Joseph (28, Trois-Rivières)                             | Gravity - John Mayer                            | -      |             |           |       |
| 7     | Léa Morgane (16, Joliette)                                        | And I Am Telling You I'm Not Going - Dreamgirls | -      | -           |           |       |
| 8     | Sylvie Pellerin (54, Saint-Étienne-de-Bolton)                     | L'amour est un oiseau rebelle - Carmen          |        |             |           |       |
| 9     | Gabryelle Frappier (27, Fleurimont)                               | Nothing Compares 2 U - Sinead O'Connor          | -      |             | -         | -     |
| 10    | Isabelle Sinclair et Mathieu Provost (29 / 29, Aylmer / Montréal) | J'te l'dis quand même - Patrick Bruel           | -      | -           | -         | -     |
| 11    | Alexe Gaudreault (20, Québec / Dolbeau-Mistassini)                | Quand on n'a que l'amour - Jacques Brel         | -      | -           |           |       |
| 12    | Jeffrey Piton (23, Saint-Jean-sur-Richelieu)                      | The A Team - Ed Sheeran                         |        |             |           |       |
| 13    | Thomas Olivier (19, Montréal / Lille)                             | Jeune et con - Damien Saez                      |        | -           | -         | -     |
| 14    | Henrik Lajoie (22, Saint-Eugène)                                  | Brun (la couleur de l'amour) - Bernard Adamus   |        | -           | -         | -     |
| 15    | Mark Elkes (32, Joliette / Crowborough)                           | Hurt - Nine Inch Nails                          |        | -           | -         | -     |
| 16    | Mélissa Blouin (18, Saint-Eustache)                               | Adieu - Cœur de Pirate                          | -      | -           | -         | -     |
| 17    | Nathalie Carbonneau (42, Malartic)                                | Me and Bobby McGee - Janis Joplin               | -      |             | -         |       |
| 18    | Jean-Sébastien Lavoie (34, Montréal)                              | Angels - Robbie Williams                        | -      |             |           | -     |

#### Épisode 3
| Ordre | Artiste (âge, ville)                                   | Chanson                                      | Choix  | Choix       | Choix     | Choix |
| Ordre | Artiste (âge, ville)                                   | Chanson                                      | Ariane | Jean-Pierre | Marie-Mai | Marc  |
| ----- | ------------------------------------------------------ | -------------------------------------------- | ------ | ----------- | --------- | ----- |
| 1     | Karine Deschamps (32, Montréal)                        | Chante encore - Daniel Bélanger              |        | -           | -         |       |
| 2     | Carolane Cloutier (19, East Broughton)                 | Last Name - Carrie Underwood                 | -      | -           |           | -     |
| 3     | Priscilla Vatrano (31, Pointe-aux-Trembles)            | Yoü and I - Lady Gaga                        |        |             |           |       |
| 4     | Mathilda Kamuena (20, Montréal / Kinshasa)             | Je veux tout - Ariane Moffatt                | -      | -           | -         |       |
| 5     | Érick-François Riendeau (42, Saint-Georges-de-Beauce)  | All I Asked of You - Le Fantôme de l'Opéra   | -      | -           | -         | -     |
| 6     | Jérôme Couture (28, Longueuil / Saguenay)              | Moves Like Jagger - Maroon 5                 |        |             | -         |       |
| 7     | Andréanne Martin (25, Lac-Beauport)                    | Je veux - Zaz                                |        | -           |           | -     |
| 8     | Cynthia Harvey (37, Saguenay)                          | Saving All My Love For You - Whitney Houston | -      | -           |           | -     |
| 9     | Annie Chartrand (36, Saint-Lazare)                     | Rock pour un gars d'bicycle - Diane Dufresne | -      | -           | -         | -     |
| 10    | Rick Hughes (50, Otterburn Park)                       | Rock And Roll - Led Zeppelin                 |        | -           |           |       |
| 11    | Jean Ravel (51, Québec)                                | Somebody to Love - Queen                     | -      | -           |           | -     |
| 12    | Myranie Castilloux (26, Québec / Paspébiac)            | Soon We'll Be Found - Sia Furler             | -      |             | -         | -     |
| 13    | Kath Biss (24, Mascouche)                              | Amoureuse - Marjo                            | -      | -           | -         | -     |
| 14    | Félix-Antoine Couturier (30, Saint-Jean-sur-Richelieu) | Mes blues passent pu dans porte - Offenbach  | -      | -           |           | -     |
| 15    | Julie Levac (34, Terrebonne)                           | Mercy - Duffy                                |        | -           | -         |       |
| 16    | Isabelle Robert (26, Blainville)                       | Stay - Chaka Khan                            |        | -           | -         | -     |
| 17    | Roxanne Bacon (17, Terrebonne)                         | Il m'a montré à yodler - Manon Bédard        | -      |             | -         | -     |

#### Épisode 4
| Ordre | Artiste (âge, ville)                                              | Chanson                                      | Choix  | Choix       | Choix     | Choix |
| Ordre | Artiste (âge, ville)                                              | Chanson                                      | Ariane | Jean-Pierre | Marie-Mai | Marc  |
| ----- | ----------------------------------------------------------------- | -------------------------------------------- | ------ | ----------- | --------- | ----- |
| 1     | Émanuelle Robitaille (27, Québec)                                 | It's a Man's Man's Man's World - James Brown |        |             |           | -     |
| 2     | Virginie Péloquin (19, Montréal-Nord)                             | Turning Tables - Adele                       | -      | -           | -         |       |
| 3     | Simon Lacerte (19, Trois-Rivières)                                | I Lost My Baby - Jean Leloup                 | -      | -           | -         | -     |
| 4     | Marie-Ève Bédard et Marc-André Rouillard (20 / 20, Drummondville) | Reviens-moi - Dany Bédar                     | -      | -           |           | -     |
| 5     | Edi Hysi (24, Montréal / Shkodra)                                 | Heaven - Bryan Adams                         | -      | -           | -         |       |
| 6     | Ysabelle Bertrand (22, Gatineau)                                  | Boogie Oogie Oogie - A Taste of Honey        |        |             |           | \| \| |
| 7     | Claudia Samson (16, La Malbaie)                                   | I'm Alive - Céline Dion                      | -      | -           | -         | -     |
| 8     | Carolyne Drolet (26, Brossard)                                    | J'te mentirais - Patrick Bruel               | -      |             |           |       |
| 9     | Julie D'Aoust (28, Gatineau)                                      | Before He Cheats - Carrie Underwood          | -      | -           | -         |       |
| 10    | Marie-Pier Barnabé (30, Lévis)                                    | L'essentiel - Ginette Reno                   | -      | -           | -         | -     |
| 11    | Dany Flanders (47, Fort Lauderdale / Stanstead)                   | Let's Get It On - Marvin Gaye                |        | -           | -         | -     |
| 12    | François Verreault Girard (25, Château-Richer)                    | Cap enragé - Zachary Richard                 | NC     |             | -         | -     |
| 13    | Jacques Lebel (42, Montréal)                                      | Je pense encore à toi - Sylvain Cossette     | NC     |             | -         | -     |
| 14    | Étienne Cotton (31, Rimouski)                                     | Que je t'aime - Johnny Hallyday              | NC     |             | -         | --    |
| 15    | Charlotte Cardin-Goyer (18, Montréal)                             | You Know I'm No Good - Amy Winehouse         | NC     | NC          |           |       |
| 16    | Vicky Marchand (42, Saint-Bruno-de-Guigues)                       | Faire la paix avec l'amour - Dany Bédar      | NC     | NC          | -         | -     |
| 17    | Andie Duquette (24, Montréal)                                     | Barracuda - Heart                            | NC     | NC          |           |       |
| 18    | Jonathan Guilbault (27, Montréal)                                 | Spell It Out - Gavin DeGraw                  | NC     | NC          |           | NC    |
|       |                                                                   |                                              |        |             |           |       |

### Duels
Lors des duels, deux candidats de la même équipe chantent en duo. Le coach ne choisit seulement qu'un des deux pour avancer à la prochaine étape.
Les coachs sont également assistés d'un mentor pour la période des duels. Il s'agit de Daniel Bélanger dans l'équipe d'Ariane Moffatt, de Claude Dubois dans l'équipe de Jean-Pierre Ferland, de Fred St-Gelais dans l'équipe de Marie-Mai et d'Annie Villeneuve dans l'équipe de Marc Dupré.
 Le participant est sauf
 Le participant est éliminé

#### Épisode 5
| Ordre | Équipe      | Gagnant(s)             | Chanson                                                    | Perdant(s)         |
| ----- | ----------- | ---------------------- | ---------------------------------------------------------- | ------------------ |
| 1     | Marie-Mai   | Jacynthe Véronneau     | Stronger (What Doesn't Kill You) - Kelly Clarkson          | Carolane Cloutier  |
| 2     | Ariane      | Dany Flanders          | Dangereux - Michel Pagliaro                                | Rick Hughes        |
| 3     | Marc        | Amy-Jade Leblanc       | Encore une nuit - Marie-Mai                                | Virginie Péloquin  |
| 4     | Jean-Pierre | Joanie Roussel         | Les Yeux du cœur - Gerry Boulet                            | Jacques Lebel      |
| 5     | Marie-Mai   | Valérie Amyot          | Tous les cris les SOS - Marie-Denise Pelletier             | Cynthia Harvey     |
| 6     | Ariane      | Valérie Clio Nerestant | Man in the Mirror - Michael Jackson                        | Isabelle Robert    |
| 7     | Marc        | Edi Hysi               | Life Is a Highway - Tom Cochrane                           | Stephan McNicoll   |
| 8     | Jean-Pierre | Maria-Janice Galvez    | Les Uns contre les autres - Fabienne Thibeault / Starmania | Gabryelle Frappier |

#### Épisode 6
Le participant est sauf
 Le participant est éliminé
| Coach               | Gagnant(e)             | Chanson                                 | Perdant(e)                |
| ------------------- | ---------------------- | --------------------------------------- | ------------------------- |
| Marc Dupré          | Andie Duquette         | Rolling in the Deep - Adele             | Nathalie Carbonneau       |
| Jean-Pierre Ferland | Julie Massicotte       | Caline de Blues - Offenbach             | Claudia Parisien          |
| Marie-Mai           | Fred Lebel             | Beat it - Michael Jackson               | Jean Ravel                |
| Ariane Moffat       | Karine Deschamps       | Ella, elle l'a - France Gall            | Andréanne Martin          |
| Marc Dupré          | Alexe Gaudreault       | C'est Zéro - Julie Masse                | Julie Levac               |
| Jean-Pierre Ferland | Étienne Cotton         | Je l'aime à mourir - Francis Cabrel     | Gabriella Delorme Grenier |
| Marie-Mai           | Charlotte Cardin-Goyer | Si tu savais - Marie-Pierre Arthur      | Carolyne Drolet           |
| Ariane Moffat       | Étienne Cousineau      | Miss Sarajevo - U2 et Luciano Pavarotti | Mark Elkes                |

#### Épisode 7
Le participant est sauf
 Le participant est éliminé
| Coach               | Gagnant(e)                  | Chanson                                                             | Perdant(e)                               |
| ------------------- | --------------------------- | ------------------------------------------------------------------- | ---------------------------------------- |
| Marc Dupré          | Stéphanie et Sabrina Barabé | Reste là - Éric Lapointe                                            | Julie D'Aoust                            |
| Jean-Pierre Ferland | Meredith Marshall           | Un amour qui ne veut pas mourir - Renée Martel                      | Roxanne Bacon                            |
| Marie-Mai           | Jeffrey Piton               | Hey, Soul Sister - Train                                            | Marie-Ève Bédard et Marc-André Rouillard |
| Ariane Moffat       | Émanuelle Robitaille        | No More Tears (Enough Is Enough) - Barbra Streisand et Donna Summer | Ysabelle Bertrand                        |
| Marc Dupré          | Jérôme Couture              | I Heard It Through the Grapevine - Marvin Gaye                      | Brian Tyler                              |
| Jean-Pierre Ferland | Jean Sébastien Lavoie       | La Manic - Georges Dor                                              | François Verreault-Girard                |
| Marie-Mai           | Félix-Antoine Couturier     | Si fragile - Luc de Larochellière                                   | Jonathan Guilbault                       |
| Ariane Moffat       | Valérie Carpentier          | La Vie en rose - Édith Piaf                                         | Thomas Olivier                           |

#### Épisode 8
Le participant est sauf
 Le participant est éliminé
| Coach               | Gagnant(e)          | Chanson                                | Perdant(e)           |
| ------------------- | ------------------- | -------------------------------------- | -------------------- |
| Marc Dupré          | Jael Bird Joseph    | Parce qu'on vient de loin - Corneille  | Mathilda Kamuela     |
| Jean-Pierre Ferland | Myranie Castilloux  | Calling You - Bagdad Café              | Sylvie Pellerin      |
| Marie-Mai           | Léa Morgane         | Regarde-moi - Céline Dion              | Priscilla Vatrano    |
| Ariane Moffat       | Stevens Simeon      | L'amour - Karim Ouellet                | Henrik Lajoie        |
| Marc Dupré          | Edi Hysi            | Entre deux mondes - Marc Dupré         | Amy-Jade Leblanc     |
| Jean-Pierre Ferland | Maria Janice Galvez | Un peu plus haut - Jean-Pierre Ferland | Myranie Castilloux   |
| Marie-Mai           | Jacynthe Véronneau  | Emmène-moi - Marie-Mai                 | Léa Morgane          |
| Ariane Moffat       | Karine Deschamps    | Réverbère - Ariane Moffatt             | Émanuelle Robitaille |

### Chants de bataille

#### Épisode 9
Le septième épisode a été diffusé le 17 mars 2013 et a duré 2 heures et 07 minutes.
Les Chants de bataille sont divisés en deux émissions où trois participants de chaque équipe font une performance séparément. Les trois candidats de la même équipe s'affronteront et deux seuls d'entre eux auront la chance de rester dans la compétition. Le public choisit un des trois participants et ce participant sera sauvé. Parmi les deux restants, le Coach devra en choisir un qui restera dans la compétition. L'autre sera éliminé.
 Le participant est sauvé par le public
 Le participant est sauvé par son Coach
 Le participant est éliminé
| Coach               | Participant(e)              | Chanson                                               |
| ------------------- | --------------------------- | ----------------------------------------------------- |
| Marie-Mai           | Charlotte Cardin-Goyer      | Les feuilles mortes / Autumn Leaves - Jacques Prévert |
| Marie-Mai           | Valérie Amyot               | Dans la forêt des mal-aimés - Pierre Lapointe         |
| Marie-Mai           | Félix-Antoine Couturier     | Sensualité - Axelle Red                               |
| Jean-Pierre Ferland | Étienne Cotton              | Notre sentier - Félix Leclerc                         |
| Jean-Pierre Ferland | Maria Janice Galvez         | Je ne suis qu'une chanson - Ginette Reno              |
| Jean-Pierre Ferland | Jean Sébastien Lavoie       | When I Was Your Man - Bruno Mars                      |
| Marc Dupré          | Jérôme Couture              | Crazy - Gnarls Barkley                                |
| Marc Dupré          | Jael Bird Joseph            | Te quitter - Daniel Bélanger                          |
| Marc Dupré          | Stéphanie et Sabrina Barabé | Tu es mon autre - Lara Fabian et Maurane              |
| Ariane Moffat       | Étienne Cousineau           | Hymne à l'amour - Édith Piaf                          |
| Ariane Moffat       | Valérie Clio Nerestant      | J'ai vu - Niagara                                     |
| Ariane Moffat       | Karine Deschamps            | Stop! - Sam Brown                                     |

Liste des chansons « hors compétition »
| Ordre | Chanteurs                                                                          | Chanson                         |
| ----- | ---------------------------------------------------------------------------------- | ------------------------------- |
| 1     | Les coachs de La Voix (Ariane Moffatt, Marie-Mai, Jean-Pierre Ferland, Marc Dupré) | Point de Mire - Ariane Moffatt  |
| 2     | Les coachs de La Voix (Ariane Moffatt, Marie-Mai, Jean-Pierre Ferland, Marc Dupré) | Le soleil - Jean-Pierre Ferland |

#### Épisode 10
Le septième épisode a été diffusé le 24 mars 2013.
Une deuxième semaine des Chants de bataille fut organisée, où les participants qui n'avaient pas chanté lors de la première semaine ont chanté lors de celle-ci .
 Le participant est sauvé par le public
 Le participant est sauvé par son Coach
 Le participant est éliminé
| Coach               | Participant(e)            | Chanson                                            |
| ------------------- | ------------------------- | -------------------------------------------------- |
| Marie-Mai           | Jacynthe Véronneau        | Let It Be - Paul McCartney                         |
| Marie-Mai           | Jeffrey Piton             | T'es dans la lune - Les B.B.                       |
| Marie-Mai           | Fred Lebel                | Baba O'Riley - The Who                             |
| Jean-Pierre Ferland | Julie Massicotte          | Il était une fois des gens heureux - Nicole Martin |
| Jean-Pierre Ferland | Meredith Marshall         | Feeling Good - Nina Simone                         |
| Jean-Pierre Ferland | Joanie Roussel            | Quand on ne vous aime plus - Ginette Reno          |
| Marc Dupré          | Edi Hysi                  | It Will Rain - Bruno Mars                          |
| Marc Dupré          | Andie Duquette            | Casser la voix - Patrick Bruel                     |
| Marc Dupré          | Alexe Gaudreault-Dallaire | Tout au bout de nos peines - Isabelle Boulay       |
| Ariane Moffat       | Valérie Carpentier        | Video Games - Lana Del Rey                         |
| Ariane Moffat       | Stevens Simeon            | Soulman - Ben l'Oncle Soul                         |
| Ariane Moffat       | Dany Flanders             | Aimer d'amour - Boule noire                        |

### Variétés ou galas

#### Épisode 11 - Quarts-de-finale
Lors de cette étape, les quatre participants restants des quatre équipes devaient chanter. Un d'eux était sauvé par le public alors qu'un autre était sauvé par son coach. Donc, à la fin de cette émission, les équipes étaient réduites de moitié.
 Le participant est sauvé par le public
 Le participant est sauvé par son Coach
 Le participant est éliminé
| Coach               | Participant(e)         | Chanson                                                     |
| ------------------- | ---------------------- | ----------------------------------------------------------- |
| Marie-Mai           | Jacynthe Véronneau     | Belleville Rendez-Vous - Les Triplettes de Belleville / -M- |
| Marie-Mai           | Charlotte Cardin-Goyer | Can't Take My Eyes Off You - Frankie Valli                  |
| Marie-Mai           | Jeffrey Piton          | Place de la République - Cœur de Pirate                     |
| Marie-Mai           | Valérie Amyot          | Candyman - Christina Aguilera                               |
| Jean-Pierre Ferland | Étienne Cotton         | Comme d'habitude - Claude François                          |
| Jean-Pierre Ferland | Julie Massicotte       | Everybody Hurts - R.E.M.                                    |
| Jean-Pierre Ferland | Maria Janice Galvez    | Let It Rain - Eric Clapton                                  |
| Jean-Pierre Ferland | Meredith Marshall      | Une femme avec toi - Nicole Croisille                       |
| Marc Dupré          | Jérôme Couture         | Ce soir on danse à Naziland - Starmania / Nanette Workman   |
| Marc Dupré          | Jael Bird Joseph       | Father and Son - Cat Stevens                                |
| Marc Dupré          | Andie Duquette         | You Give Love a Bad Name - Bon Jovi                         |
| Marc Dupré          | Edi Hysi               | Ce que tu veux - Boom Desjardins                            |
| Ariane Moffat       | Valérie Carpentier     | Skyfall - Adele                                             |
| Ariane Moffat       | Étienne Cousineau      | Memories - Elvis Presley                                    |
| Ariane Moffat       | Stevens Siméon         | Linoléum - Dumas                                            |
| Ariane Moffat       | Valérie Clio Nerestant | Time After Time (chantée en créole) - Cyndi Lauper          |

#### Épisode 12 - Demi-finale
Cette semaine-ci, les deux concurrents de chaque équipe devaient chanter une chanson et leur Coach devaient répartir cent points entre eux. Le public, pour sa part, pouvait lui aussi voter et la moyenne des votes obtenus par un candidat (en pourcentage) s'ajoutait aux points attribués par le Coach.
 Le participant est sauvé
 Le participant est éliminé
| Coach               | Participant(e)     | Chanson                     | Points donnés par le Coach | Points donnés par le public | Total des points | Participant(e)         | Chanson                   | Points donnés par le Coach | Points donnés par le public | Total des points |
| ------------------- | ------------------ | --------------------------- | -------------------------- | --------------------------- | ---------------- | ---------------------- | ------------------------- | -------------------------- | --------------------------- | ---------------- |
| Marie-Mai           | Jacynthe Véronneau | Ave Maria                   | 40                         | 49                          | 89               | Charlotte Cardin-Goyer | Hurt                      | 60                         | 51                          | 111              |
| Jean-Pierre Ferland | Julie Massicotte   | Vivre avec celui qu'on aime | 48                         | 47                          | 95               | Étienne Cotton         | Cœur de rocker            | 52                         | 53                          | 105              |
| Marc Dupré          | Jérôme Couture     | Cry Me a River              | 55                         | 55                          | 110              | Jael Bird Joseph       | Je voudrais voir New York | 45                         | 45                          | 90               |
| Ariane Moffat       | Valérie Carpentier | Dis, quand reviendras-tu ?  | 58                         | 89                          | 147              | Étienne Cousineau      | Life on Mars?             | 42                         | 11                          | 53               |

#### Épisode 13 - Finale
Lors de la finale, les participants ont chanté une chanson écrite et composée par leur coach. 
| Coach               | Participant(e)         | Chanson                      | Résultat  |
| ------------------- | ---------------------- | ---------------------------- | --------- |
| Marie-Mai           | Charlotte Cardin-Goyer | J'attends                    | Finaliste |
| Jean-Pierre Ferland | Étienne Cotton         | Partir au vent               | Finaliste |
| Marc Dupré          | Jérôme Couture         | Comme on attend le printemps | Finaliste |
| Ariane Moffat       | Valérie Carpentier     | À fleur de peau              | Gagnante  |